# Wang Ying (football)
Dans ce nom chinois, le nom de famille, Wang, précède le nom personnel.
Pour les articles homonymes, voir Wang Ying.
Wang Ying (chinois : 王莹) née le 18 novembre 1997, est une footballeuse chinoise évoluant au poste de défenseur. Elle est membre de la sélection nationale à l'occasion de la Coupe du monde 2019.

## Statistiques de carrière

### International
Au 7 juin 2019.
| équipe nationale | Année | applications | Buts |
| ---------------- | ----- | ------------ | ---- |
| Chine            | 2019  | 1            | 0    |
| Total            | Total | 1            | 0    |